# Косицкий, Людовик
Людо́вик Коси́цкий (пол. Ludwik Kosicki; 24 августа 1793, село Болеславец в воеводстве калиским — 20 октября 1846, Краков) — польский историк.
В годах 1834-1845 директор технического института в Кракове. Его главные труды: «О początku władzy hetmanów» (Краков, 1818); «О heraldyce» («Rocz. tow. nauk. Krak.» т. XIII, 1823); «Pochwała Piotra Tomickiego, biskupa Krakowskiego podkanclerzego Koronnego» (там же, т. VI); «Zadania na celniejsze reguly Konstrukcyi do tlumaczeina z polskiego na łacińskie» и др.